# 地上一般放送局
地上一般放送局（ちじょういっぱんほうそうきょく）は、無線局の種別の一つである。

## 定義
総務省令電波法施行規則第4条第1項第3号の3に「地上一般放送（放送法施行規則第2条第4号の2に規定する地上一般放送をいう。）を行う無線局であつて、地上一般放送を行う実用化試験局以外のもの」と定義している。
この放送法施行規則第2条第4号の2に規定する地上一般放送とは「一般放送であつて、衛星一般放送及び有線一般放送以外のもの」と定義している。
引用の促音の表記は原文ママ

## 開設の基準
総務省令基幹放送局の開設の根本的基準ではなく、無線局（基幹放送局を除く。）の開設の根本的基準が適用される。
第6条の4 　自己の地上一般放送の業務に用いる地上一般放送局は、次の各号の条件を満たすものでなければならない。 
1. その局は、免許人以外の者の使用に供するものでないこと。
2. その局を開設する目的、通信の相手方の選定及び通信事項が法令に違反せず、かつ、公共の福祉を害しないものであること。
3. その局を運用することがその局を使用する事業又は業務の遂行のために必要であつて、かつ、それにより公共の福祉を増進することができること。
4. 通信の相手方及び通信事項は、その局を使用する事業又は業務の遂行上必要なものであること。
5. その局を開設することが既設の無線局等の運用又は電波の監視に支障を与えないこと。
6. その局を開設する目的を達成するためには、その局を開設することが他の各種の電気通信手段を使用する場合に比較して能率的かつ経済的であること。

第6条の5 　地上一般放送局であつて、その局の免許人以外の者が行う地上一般放送の業務の用に供するものについては、前条の規定にかかわらず、次の各号の条件を満たすものでなければならない。 
1. 前条第2号から第6号までに掲げる条件を満たすものであること。
2. その局を開設することによつて提供しようとする電気通信役務が、利用者の需要に適合するものであること。
3. その局の免許を受けようとする者は、その局の運用による電気通信事業の実施について適切な計画を有し、かつ、当該計画を確実に実施するに足りる能力を有するものであること。ただし、エリア放送（放送法施行規則第142条第2号に規定するエリア放送をいう。）を行うものを除く。

引用の促音の表記は原文ママ

## 概要
放送に専用または優先的に使用する周波数以外の周波数の地上波による放送局である。
開設の基準や電波法第5条の欠格事由にみるとおり外資規制は一般の無線局なみにゆるやかである。
放送法においても基幹放送局ではないのでマスメディア集中排除原則が適用されず、番組基準の制定や放送番組審議会の設置も不要であり、放送法施行規則も設備の損壊又は故障の対策は義務付けていない。
基幹放送よりも放送事業の参入・撤退が容易である。
また、従前は放送事業者は、日本放送協会と放送大学学園を除けば、株式会社、財団法人、NPO法人などの私企業であったが、国や地方公共団体も参入できることとなった。
放送法第133条第1項により一般放送事業者の届出を要するが、地上一般放送は地上基幹放送と同様にハード（送信設備）とソフト（番組）の一致も分離も可能である。
ハード・ソフト一致
事業者は一般放送用地上一般放送局の免許取得とあわせ放送法に基づく地上一般放送事業者として届け出る。
地上基幹放送の特定地上基幹放送事業者に相当する。
ハード・ソフト分離
放送事業者は放送法に基づく有線一般放送事業者として届け出て、電気通信業務用地上一般放送局を保有する事業者に放送させる。
地上基幹放送の認定基幹放送事業者と基幹放送局提供事業者に相当する。
当初、想定されたものはエリア放送（公共施設や商業施設内およびその近辺など狭小な地域でのテレビジョン放送）であり、その他ラジオ放送などを否定するものではないが制度は整備されていない。

## 実際
免許
種別コードはBG、有効期間は免許の日から5年。
運用
無線局運用規則第5章に「地上基幹放送局及び地上一般放送局の運用」が規定されており、運用はこれによる。
この規則上では、一部を除き地上基幹放送局と同等に扱っており緊急警報信号の使用、すなわち緊急警報放送を実施することができる。
エリア放送用は、エリア放送#地上一般放送局に詳述されているので、操作や検査などは、そちらを参照

## 沿革
2012年（平成24年）- 電波法施行規則に定義
- 同時に、エリア放送が放送法施行規則に規定[1]

| 年度         | 局数 | 出典           | 出典                     |
| ------------ | ---- | -------------- | ------------------------ |
| 平成24年度末 | 98   | 用途別無線局数 | H24 用途・局種別無線局数 |
| 平成25年度末 | 147  | 用途別無線局数 | H25 用途・局種別無線局数 |
| 平成26年度末 | 154  | 用途別無線局数 | H26 用途・局種別無線局数 |
| 平成27年度末 | 170  | 用途別無線局数 | H27 用途・局種別無線局数 |
| 平成28年度末 | 237  | 用途別無線局数 | H28 用途・局種別無線局数 |
| 平成29年度末 | 232  | 用途別無線局数 | H29 用途・局種別無線局数 |
| 平成30年度末 | 226  | 用途別無線局数 | H30 用途・局種別無線局数 |
| 令和元年度末 | 242  | 用途別無線局数 | R01 用途・局種別無線局数 |
| 令和2年度末  | 263  | 用途別無線局数 | R02 用途・局種別無線局数 |
| 令和3年度末  | 262  | 用途別無線局数 | R03 用途・局種別無線局数 |
| 令和4年度末  | 275  | 用途別無線局数 | R04 用途・局種別無線局数 |
| 令和5年度末  | 259  | 用途別無線局数 | R05 用途・局種別無線局数 |